# Coup d’Etat (Plasmatics-Album)
Coup d’Etat (französisch Putsch) ist das dritte Studioalbum der Punk-/Metal-Band Plasmatics. Es war das erste Album der Band auf einem Major Label und wurde in Köln vom damaligen Scorpions-Produzenten Dieter Dierks und dem Toningenieur Michael Wagener aufgenommen. Es erschien 1982 als LP auf dem Label Capitol Records.

## Geschichte
Das Album der Band erschien nach Beyond the Valley of 1984 und wurde nach kleinen Besetzungswechseln aufgenommen. Jean Beauvoir wurde am Bass durch Chris Romanelli abgelöst, und am Schlagzeug folgte T. C. Tolliver auf Neal Smith, welcher lediglich das zweite Album der Plasmatics eintrommelte. Rod Swenson, der das künstlerische Konzept der Plasmatics maßgeblich gestaltete, wirkte auf diesem Album erstmalig nicht als Produzent. Stattdessen basiert das Album auf einem Demo von Dan Hartman, auf dessen Basis auch der Plattenvertrag mit Capitol Records ausgehandelt wurde. Capitol Records plante seinerzeit, die Plasmatics größer zu vermarkten und schickte sie zu den finalen Aufnahmen nach Deutschland zum Plattenproduzenten Dieter Dierks, der in den Siebzigern vor allem durch seine Produktionen der Scorpions auf sich aufmerksam machte. Als Toningenieur fungierte Michael Wagener, der bereits mit den ersten Accept-Alben Erfahrungen sammelte.
Die Produktion bei Dierks und Wagener führte die Band konsequent weiter weg von den experimentellen Punkeinflüssen des Debüts. Stattdessen verarbeitete man Einflüsse des zu der Zeit aufstrebenden Heavy Metals. Auch änderte sich der Gesangsstil von Wendy O. Williams, die sich durchgängig in extrem rauer Stimmlage präsentiert. Die Unterstützung eines großen Plattenlabels und die deutlich aufwändigere Produktion brachten der Band einen Tourslot mit Kiss ein, als diese auf Tour zum Album Creatures of the Night gingen. Die Zusammenarbeit mit Kiss führte seinerzeit zum Kontakt zu Gene Simmons, der Wendy O. Williams in späteren Solo-Projekten unterstützte. Aufgrund der zahlreichen Skandale um die Plasmatics und der provokanten Bühnenshows beendete Capitol Records die Zusammenarbeit mit der Band noch während der laufenden Tour und löste die Verträge auf.
Coup d’Etat ist das letzte Album der Band, bevor Wendy O. Williams mit W.o.W. ein Solo-Projekt startete, und das einzige Plasmatics-Album auf einem Major Label. Die ursprünglichen Originalaufnahmen von Dan Hartman wurden 2003 als CD unter dem leicht abgewandelten Titel Coup de Grace veröffentlicht.

## Stil und Texte
Die Plasmatics verbanden auf Coup d’Etat die beiden Musikstile Punk und Metal, wobei dies Anfang der 80er aufgrund der verfeindeten Szenen ungewöhnlich war und erst einige Jahre später durch den Metal-Crossover breiter etabliert wurde. Der Sound verbindet die lauten und stark verzerrten Gitarren mit dem extrem rauen Gesangsstil Wendy O. Williams’. Obwohl die Songs nicht das aggressive Tempo des damaligen Punks erreichen, betont die Produktion von Dierks und Wegener die Schwere und Düsterheit der Songs. Als zusätzliche Coverversion befindet sich der Motörhead-Titel No Class auf der Scheibe.
Die Texte zeichnen meist ein dystopisches Bild der Menschheit. Sie prangern die Ressourcenausbeutung der Erde an, ebenso scheinheilige Gesellschaftsbilder, und bringen unbehagliche Gefühle aus der Ich-Perspektive zum Ausdruck. Eine Vernichtung der Erde wird im Song Just Like on TV besungen, in welcher die Metropolen durch Klimakatastrophen, Mikroorganismen und gigantische Lebewesen vernichtet werden. Dieses Szenario wurde von Wendy O. Williams in einem späteren Konzeptalbum namens Maggots: The Record detailliert aufgegriffen.

“Stop With The Rape Of The Earth

You Were Not Made For This

Stop With Your Campaign Of Hate

Stop Before It Is Too Late”

“Lord Have Mercy On My Soul

Darkness Sets Me Free

Why Must I Feel These Things

Something Wrong With Me”

“Country Fairs Village Squares, Sunday School

Golden Rules, Be Polite, Do What's Right

Screaming Nightmares Out To Get You

Paranoia Inside Your Head

Zombies Laughing Pointing At You

Wretching At You Inside Your Bed”

Zwischendurch handeln einzelne Titel wie „Put Your Love in Me“ und „Rock’n’Roll“ auch vom promiskuitiven Sex und reduzieren sich auf die simple Beschreibung des Verlangens.

“Can't You See That I Need It Baby

Put Your Love In Me

Way Inside Of Me

Put Your Love In Me”

“Come On Come On Come On Come On Come On To Me

Make Love To Me

Make Time With Me

Get Get In On With Me”

## Rezeptionen
Allgemein fand der Mix aus Punk, Metal sowie den in den Achtzigerjahren aufkommenden Synthie-Klänge Beachtung, da die Mixtur aus verschiedenen Stilarten für die Zeit noch ungewöhnlich war. Dazu war das Album für seine Metal-lastigen Einflüsse ungewöhnlich hart gemischt, was man zu dieser Zeit maximal vom britischen Hardcore-Punk kannte, während sich im Metal die NWoBHM eher auf traditionelle Hardrock-Klänge stützte. Extremere Metal-Spielarten wie Thrash hatten sich noch nicht entwickelt, weswegen die Härte von Coup d’Etat vor allem in der ebenfalls angesprochenen Fangruppe der Metal-Fans durchaus auffiel.
Die größte Aufmerksamkeit erregte das Album aber durch das Musikvideo zum Titel The Damned. In der frühen Zeit der Videoclips beeindruckten die Plasmatics mit einer sehr aufwändigen Produktion mit hohem Zerstörungspotenzial. Das Video spielt zum ebenfalls dystopischen Text in der Wüste, in der sich die Band in einem endzeitlichen Outfit präsentiert. Die immer wiederkehrenden Elemente „Fernseher und Fahrzeuge“, die bei Plasmatics-Shows regelmäßig zerstört werden, finden sich im Video prominent wieder. Wendy O. Williams fährt währenddessen einen Schulbus durch eine große Wand von Fernsehern, die zu der Zeit noch mit schweren Bildröhren ausgestattet waren. Anschließend aktiviert sie einen Sprengsatz und springt aus dem fahrenden Bus, bevor dieser durch die Explosion zerstört wird.
Das Album endet mit einer rückwärts abgespielten Ansage, die im Originaltext „Consensus programming is dangerous to your health. The brainwashed do not know they are brainwashed“ lautet. Der Autor Gary Patterson sieht in dem rückwärts kodierten Spruch eine Warnung vor einem Orwell'schen 1984, in welchem „Big Brother“ die Regierung und Medien kontrolliert und das Volk nicht realisiert, dass es manipuliert wird. Im Werk „Rock Music: the Citadel of Satan: Discover the Truth Behind“ von Alex Maloney wird dieses Statement der Plasmatics im Einführungskapitel als eine der markanten rückwärts abgespielten Botschaften der Rockmusik gewürdigt.